# 밸리미나구

밸리미나 구의 위치

밸리미나구(영어: Ballymena Borough, 아일랜드어: Buirg an Bhaile Mheánaigh)는 2015년까지 존재했던 북아일랜드의 옛 구였다. 행정 중심지는 밸리미나이며 면적은 671km2, 인구는 63,500명(2010년 기준), 인구 밀도는 100명/km2이다.

## 구 정보
- 행정 중심지: 밸리미나
- 면적: 671km2
- 인구: 63,500명 (2010년 기준)
- 인구 밀도: 100명/km2
- ISO 3166-2 코드: GB-BLA
- ONS 코드: 95G
- 종교 분포: 천주교 21.0%, 개신교 76.3%

## 같이 보기
- 북아일랜드의 행정 구역